# Liste des sultans de Grenade
Cette page présente la succession des émirs du Royaume de Grenade depuis sa fondation en 1238, par Mohammed fils de Nasr. Résurgence d'un petit taïfa au sein d'un empire almohade en lambeaux après la défaite de Las Navas de Tolosa et la poussée de la Reconquista. Le roi chrétien Ferdinand III de Castille prend Cordoue en 1236,  et Mohammed ben Nasr, comprenant la menace, lui propose son soutien dans la conquête de Séville contre la garantie de garder son indépendance en tant que vassal. Les émirs de Grenade seront ainsi vassaux et tributaires du royaume de Castille jusqu'à sa conquête en 1492 par les Rois catholiques.
La relative pérennité des émirs nasride tient à la situation méridionale du royaume, zone tampon entre royaumes chrétiens et musulmans, protégé par la barrière naturelle de la Sierra Nevada. C'est la zone d'accueil des musulmans mudéjars et des juifs sépharades persécutés, une plaque tournante du commerce méditerranéen/atlantique et Maghreb/Europe de l'Ouest via la mer d'Alboran et le détroit de Gibraltar.
Les souverains nasrides doivent tout autant se défendre des appétits grandissant des royaumes de Portugal, Castille et Aragon, qui repoussent petit à petit leur frontière, La Frontera, que des luttes fratricides de pouvoir entre grandes familles, notamment entre Bannigas et Abencérages.
Tous les émirs de Grenade sont de la dynastie Nasride, du nom du père du fondateur, En arabe, le nom nasr offre une riche gamme de nuance : victoire, triomphe, succès, secours divin. La devise de la dynastie emploie un mot d'une autre racine pour vainqueur, ghalib.
| Portrait | Nom                                                                    | Statut dinastique                                    | Naissance       | Début           | Fin             | Décès            |
| -------- | ---------------------------------------------------------------------- | ---------------------------------------------------- | --------------- | --------------- | --------------- | ---------------- |
|          | Mohammed ben Nazar Al-'Ahmar, Le Rouge                                 | Fondateur                                            | 1194            | 1238            | 20 janvier 1273 | 20 janvier 1273  |
|          | Mohammed II Al-Faqîh, Le Sage                                          | Troisième fils de l'antérieur                        | 1235            | 20 janvier 1273 | 7 avril 1302    | 7 avril 1302     |
|          | Mohammed III Al-Makhlû, Le Détrôné                                     | Fils de l'antérieur                                  | 15 août de 1257 | 7 avril 1302    | 14 mars 1309    | 21 janvier 1314  |
|          | Nasr                                                                   | Frère de l'antérieur                                 | 2 novembre 1287 | 14 mars 1309    | 8 février 1314  | 16 novembre 1322 |
|          | Ismaïl Ier                                                             | Neveu des deux sultans précédents                    | 1279            | 8 février 1314  | 1325            | 1325             |
|          | Mohammed IV                                                            | Fils de l'antérieur                                  | 1315            | 1325            | 25 août 1333    | 25 août 1333     |
|          | Yusuf Ier An-Niyar, L'Éblouissant                                      | Frère de l'antérieur                                 | 1318            | 25 août 1333    | 19 octobre 1354 | 19 octobre 1354  |
|          | Mohammed V Al-Ghanî bi-llah, Le Satisfait par Dieu                     | Fils aîné de l'antérieur                             | 1338            | 19 octobre 1354 | 21 août 1359    | 16 janvier 1391  |
|          | Ismaïl II                                                              | Frère de l'antérieur                                 | 1339            | 21 août 1359    | 28 juin 1360    | 28 juin 1360     |
|          | Mohammed VI Al-'Ahmar, Le Cramoisi                                     | Demi-frère d'Ismaíl II                               | 1332            | 28 juin 1360    | 25 avril 1362   | 25 avril 1362    |
|          | Mohammed V Al-Ghanî bi-llah, Le Satisfait par Dieu                     | Reprend le pouvoir après le coup d'état du précédent | 1338            | 25 avril 1362   | 16 janvier 1391 | 16 janvier 1391  |
|          | Yusuf II                                                               | Fils aîné de l'antérieur                             | ?               | 16 janvier 1391 | 1392            | 1392             |
|          | Mohammed VII Al-Musta`în, Le Soutenu [par Dieu]                        | Fils de l'antérieur                                  | 1370            | 1392            | 13 mai 1408     | 13 mai 1408      |
|          | Yusuf III Al-Nasir li-Din Allah, Le défenseur de la religion de Dieu   | Frère de l'antérieur                                 | 1376            | 1408            | 1417            | 1417             |
|          | Mohammed VIII As-Saghîr, Le Petit                                      | Fils de l'antérieur                                  | 1396            | 1417            | 1419            | 1431             |
|          | Mohammed IX Al-Mutamassik, Le Gaucher                                  | Petit-fils de Mohammed V                             | 1409            | 1419            | 1427            | 1454             |
|          | Mohammed VIII As-Saghîr, Le Petit                                      | Reprise du pouvoir                                   | 1409            | 1427            | 1429            | 1431             |
|          | Mohammed IX Al-Mutamassik, Le Gaucher                                  | Reprise du pouvoir                                   | 1409            | 1429            | 1431            | 1454             |
|          | Yusuf IV Abenalmao                                                     | Petit-fils de Mohammed VI                            | ?               | 1432            | 1431            | 1432             |
|          | Mohammed IX Al-Mutamassik, Le Gaucher                                  | Troisième prise de pouvoir                           | 1409            | 1432            | 1445            | 1454             |
|          | Muhámmad X Al-'Ahnaf, Le Boiteux                                       | Fils de Muohammed VIII                               | 1414            | 1445            | 1445            | 1447             |
|          | Yusuf V                                                                | Neveu de Muohammed IX                                | ?               | 1462            | 1445            | 1447             |
|          | Muhámmad Al-'Ahnaf, Le Boiteux                                         | Reprise du pouvoir                                   | 1414            | 1446            | 1447            | 1447             |
|          | Mohammed IX Al-Mutamassik, Le Gaucher                                  | Quatrième reprise du pouvoir                         | 1409            | 1445            | 1454            | 1454             |
|          | Sad Al-Musta`în, Le Soutenu [par Dieu]                                 | Petit-fils de Yúsuf II                               | ?               | 1454            | 1462            | 1464             |
|          | Yusuf V                                                                | Reprise du pouvoir                                   | ?               | 1462            | 1462            | 1462             |
|          | Sad Al-Musta`în, Le Soutenu [par Dieu]                                 | Reprise du pouvoir                                   | ?               | 1462            | 1464            | 1464             |
|          | Abu Al-Hasan, Le Vieu                                                  | Fils de l'antérieur                                  | ?               | 1464            | 1482            | 1485             |
|          | Mohammed XII, ou Boabdil, Az-Zughbî, L'Infortuné                       | Fils de l'antérieur                                  | 1459            | 1482            | 1483            | 1533             |
|          | Mohammed XIII Az-Zaghall, Le Courageux                                 | Reprise du pouvoir                                   | ?               | 1485            | 1486            | ?                |
|          | Boabdil déformation castillane de Abû Abdil-lah Az-Zughbî, L'Infortuné | Reprise du pouvoir                                   | 1459            | 1486            | 1492            | 1533             |